# 蕭宝源
蕭 宝源（蕭寶源、しょう ほうげん、生年不詳 - 中興2年3月29日（502年4月21日））は、南朝斉の皇族。廬陵王。明帝蕭鸞の五男。字は智淵。

## 経歴
蕭鸞と袁貴妃のあいだの子として生まれた。建武元年（494年）、北中郎将となり、琅邪城に駐屯した。11月、廬陵郡王に封じられた。右将軍の号を受け、領石頭戍事をつとめた。建武2年（495年）8月、使持節・都督南兗兗徐青冀五州諸軍事・後将軍・南兗州刺史として出向した。永泰元年（498年）、王敬則が殺害されると、宝源は都督会稽東陽臨海永嘉新安五郡諸軍事・会稽郡太守に転じた。永元元年（499年）、安東将軍の号を受けた。中興元年（501年）3月、和帝が即位すると、宝源は侍中・車騎将軍・開府儀同三司の位を受けた。
中興2年3月丁巳（502年4月21日）、死去した。

## 伝記資料
- 『南斉書』巻50 列伝第31
- 『南史』巻44 列伝第34